# Downingia cuspidata
Downingia cuspidata är en klockväxtart som först beskrevs av Edward Lee Greene, och fick sitt nu gällande namn av Rattan. Downingia cuspidata ingår i släktet Downingia och familjen klockväxter. Inga underarter finns listade i Catalogue of Life.